# Anisodevonia ohshimai
Anisodevonia ohshimai is een tweekleppigensoort uit de familie van de Lasaeidae. De wetenschappelijke naam van de soort is voor het eerst geldig gepubliceerd in 1942 door Kawahara.